# Andrea Muzzi
Andrea Muzzi (Grosseto, 8 novembre 1967) è un attore e regista italiano.

## Filmografia

### Cinema
- Benvenuti in casa Gori, regia di Alessandro Benvenuti (1990)
- Zitti e mosca, regia di Alessandro Benvenuti (1991)
- Albergo Roma, regia di Ugo Chiti (1996)
- Ritorno a casa Gori, regia di Alessandro Benvenuti (1996)
- A spasso nel tempo, regia di Carlo Vanzina (1996)
- I miei più cari amici, regia di Alessandro Benvenuti (1998)
- Lucignolo, regia di Massimo Ceccherini (1999)
- Boom, regia di Andrea Zaccariello (1999)
- Effetto lunare, regia di Stefano Veneruso (1999)
- Ti amo in tutte le lingue del mondo, regia di Leonardo Pieraccioni (2005)
- Anno zero, regia di Ottaviano Fulvi (2007)
- Un'estate al mare, regia di Carlo Vanzina (2008)
- Piove sul bagnato, regia di Andrea Muzzi e Bruno Andrea Savelli (2009)
- Amici miei - Come tutto ebbe inizio, regia di Neri Parenti (2011)
- Basta poco, regia di Andrea Muzzi e Riccardo Paoletti (2015)
- Exitus - Il passaggio, regia di Alessandro Bencivenga (2019)
- All'alba perderò, regia di Andrea Muzzi (2021)
- Una sconosciuta, regia di Fabrizio Guarducci (2021)
- Pare parecchio Parigi, regia Leonardo Pieraccioni (2024)

### Televisione
- Lavori forzati - Canale 10 Firenze (1995)
- Sarà vero? - Canale 5 (1998)
- Quelli che il calcio - Rai 2 (2002)
- Era ora - Rete 37 (2003)
- Love Bugs - Italia 1 (2003)
- Carabinieri 5 - Canale 5 (2004)
- Un medico in famiglia - Rai Uno (2004)
- Un posto tranquillo 2 - Rai 1 (2005)
- Lobagge - autore ed attore - Canale Iris Mediaset (2017)
- Pezzi unici, regia di Cinzia TH Torrini (2019)

## Teatro
2023/24 Trovatene uno bravo, testo di Andrea Muzzi, con Andrea Muzzi e Fabio Canino
2023 Mille, testo e regia, Andrea Muzzi con Ninni Bruschetta e Annagaia Marchioro
2022 Amarti mi affatica, testo e regia Andrea Muzzi con Federica Cifola. Lo spettacolo ora è interpretato da Carlotta Proietti con la regia di Marco Carniti 
2019 'Amami senza trucco, testo e regia Andrea Muzzi
- All'alba perderò di Muzzi & Vicari, con Andrea Muzzi regia di Andrea Muzzi (9º anno di repliche)
- Due Italiani veri di Muzzi & Vicari, regia di Andrea Muzzi
- Edizione straordinaria di Muzzi & Vicari, regia di Sergio Staino
- L'amore è Geco di Muzzi, Vicari, Brogi e Costanti
- Meglio lasciar perdere, di Muzzi & Pizzol
- Chiedo asilo nido, scritto da Andrea Muzzi e Giampiero Pizzol, diretto da Andrea Muzzi
- Beati gli altri, di Andrea Muzzi e Giampiero Pizzol
- Piove sul bagnato